# Greet Minnen
Greet Minnen (født 14. august 1997 i Turnhout, Belgien) er en professionel tennisspiller fra Belgien.